# Geschenkt (2018)
Geschenkt ist eine österreichische Filmkomödie der ORF-Fernsehfilmreihe Stadtkomödie aus dem Jahr 2018 von Daniel Prochaska mit Thomas Stipsits, Tristan Göbel und Julia Koschitz in den Hauptrollen. Das Drehbuch von Stefan Hafner und Thomas Weingartner basiert auf der gleichnamigen Erzählung von Daniel Glattauer aus dem Jahr 2014. Die Premiere erfolgte am 31. Oktober 2018 bei den Biberacher Filmfestspielen, wo der Film in den Wettbewerb um den Debütspielfilm-Biber eingeladen wurde.
Die Österreich-Premiere erfolgte am 12. Dezember 2018 im Cinema Paradiso in St. Pölten, wo der Film großteils gedreht wurde. Im ORF wurde der Film am 22. Dezember 2018 erstmals gezeigt, im Ersten wurde der Film am 18. Dezember 2019 im Rahmen des FilmMittwoch erstmals ausgestrahlt.

## Handlung
Gerold „Gerry“ Plassek arbeitet als Journalist beim Regionalblatt „Tag für Tag“ in St. Pölten. Er hat ein Alkoholproblem und seine Lebenslust verloren, ist ein ausgesprochener Zyniker und macht immer nur das Notwendigste, um über die Runden zu kommen. Einen großen Teil seiner Freizeit verbringt er mit seinen Kumpels Sammy und Campari in Zoltans Bar.
Eines Tages soll er sich um den 14-jährigen Manuel Berner kümmern, den Sohn von Alice Berner, einer alten Bekannten, solange diese für Ärzte ohne Grenzen im Ausland unterwegs ist. Außerdem spendet ein anonymer Wohltäter größere Summen an jene wohltätige Organisationen, mit denen sich Gerrys Zeitungsartikel beschäftigen. In einer Videokonferenz gesteht Alice Gerry, dass Manuel sein Sohn ist. Mit seinem Sohn und auch der Spendenserie bekommt Gerry wieder eine Aufgabe.
Gerry begleitet Manuel zu einem Fest seines Freundes Machi, wo er Rebecca Fessler, Manuels Lehrerin wiedertrifft: In sie hatte sich Gerry bei einem zufälligen Treffen in der Schule auf den ersten Blick verliebt. Sie erzählt ihm, dass sie ehrenamtlich Deutschunterricht erteilt. Gerry berichtet in einem Artikel über ihr Projekt „Tee mit Hoffnung“, woraufhin dieses vom anonymen Spender finanziell unterstützt wird. Als Dankeschön lädt Rebecca ihn zum Abendessen ein. Betrunken landen die beiden bei ihr im Bett, wo er ihr seine Liebe gesteht und sie in seinen Armen einschläft. Am nächsten Tag allerdings erzählt sie ihm, sich nicht mehr an die Nacht erinnern zu können.
Manuel bittet Gerry, etwas gegen sein Alkoholproblem zu unternehmen. Außerdem erzählt ihm Manuel, dass sein Freund Machi mit seiner Familie wegen drohender Abschiebung untergetaucht ist. Manuel ersucht Gerry, einen Artikel darüber zu schreiben. Der Pfarrer, bei dem die Familie Unterschlupf gefunden hat, würde eine Spende benötigen, um die Anwaltskosten zu bezahlen. Von Nora Kunz von der Redaktion von „Tag für Tag“ erfährt Gerry, dass aus politischen und wirtschaftlichen Gründen keine Flüchtlingsartikel in ihrem Blatt abgedruckt werden. Gerry reicht daraufhin seine Kündigung ein und startet einen Video-Blog. Währenddessen startet Manuel mit Rebeccas Unterstützung eine erfolgreiche Spendenaktion für Machis Familie, und Gerry richtet in seiner Wohnung einen Platz für Machis Familie ein.
Rebecca gesteht Gerry, die gemeinsame Nacht betreffend, dass sie sich – entgegen ihrer ursprünglichen Aussage – sehr wohl erinnern kann, und zwar an jedes Detail, und zwischen den beiden entwickelt sich eine Beziehung. Außerdem gesteht Manuel Gerry, dass er weiß, dass er sein Vater ist.
In einer Mail teilt der anonyme Spender Gerry mit, dass er mit seiner letzten Spende Alkoholiker unterstützen möchte, auch um sein schlechtes Gewissen zu beruhigen. Gerry vereinbart ein Treffen mit dem Spender in Zoltans Bar, um sich bei ihm zu bedanken und ihm zu sagen, dass er sein Leben verändert habe. Als Zoltan das Lokal zur Sperrstunde schließen möchte, fällt Gerry auf, dass sowohl Zoltan als auch der Spender den Ausdruck „Geldgeber“ verwendet hatten und Gerry bedankt sich bei Zoltan.

## Produktion

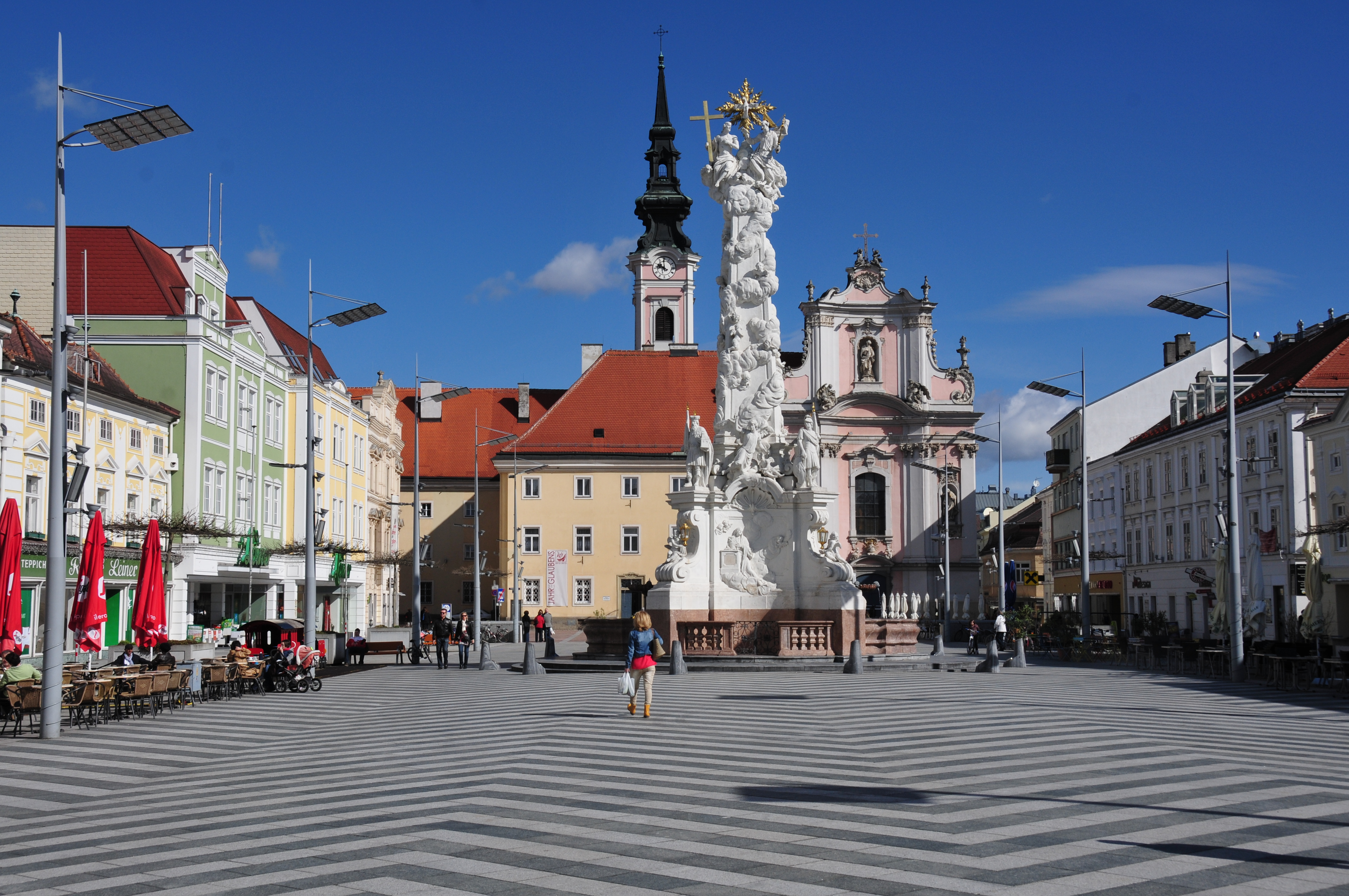
Einer der Drehorte: der Rathausplatz St. Pölten

Die Dreharbeiten fanden vom 8. Jänner 2018 bis zum 5. Februar 2018 in Niederösterreich und Wien statt. Drehorte waren vorwiegend in St. Pölten, gedreht wurde etwa am Rathausplatz, vor dem Bahnhof, im Regierungsviertel sowie am Dach des Stammhauses des Möbelhauses Leiner.
Produziert wurde der Film von der Mona Film, beteiligt waren der Österreichische und der Bayerische Rundfunk, unterstützt wurde die Produktion vom Land Niederösterreich. Für den Ton zeichnete Wolfgang Wanderer verantwortlich, für das Szenenbild Verena Wagner, für die Kostüme Elisabeth Fritsche und für die Maske Kiky Von Rebental und Andrea Soiron.
Bei dem Film handelt es sich um das Regiedebüt von Daniel Prochaska, der bis dahin als Filmeditor tätig war. Im Film sind Ausschnitte der Lieder Des kann do no ned ollas gwesn sein und Loch amoi von Georg Danzer sowie Eh ok von der Band Granada zu hören.

## Musik
- Spencer Davis Group: Gimme Some Lovin’[11]
- Georg Danzer: Des kann do no ned ollas gwesn sein
- Georg Danzer: Loch amoi
- Lenny Kravitz: It Ain’t Over ‘Til It’s Over
- Yung Hurn: Opernsänger
- Granada: Eh ok

## Rezeption
Tilmann P. Gangloff von tittelbach.tv schrieb, dass der Plot zunächst nach der üblichen „Plötzlich Papa“-Geschichte klingen würde. Der Film sei ein sehr österreichischer Film, der keine Rücksicht auf deutsche Empfindlichkeiten nimmt; die Dialoge wären zum Teil politisch krachend unkorrekt. Die Hauptfigur lade auch nach seiner Läuterung nur bedingt zur Identifikation ein, mache aber gerade deshalb großen Spaß. Prochaska erzähle die Geschichte mit viel Liebe zum ironischen Detail. Die kleinen Brüche erinnerten in Kombination mit der bedrückenden Farbgebung und einer trotzigen Melancholie an die Stimmung, die Ludwig Hirsch mit seinen Liedern verbreitet hat.
Wilfried Geldner befand im Weser Kurier, dass die Charakterzüge eines vom Leben enttäuschten Journalisten in der Romanvorlage feinfühliger und ironischer getroffen sein mögen. Im Film sei nun alles zur schwarzhumorigen, mit viel Zynismus versehenen Vorweihnachtskomödie gewendet. Man müsse nicht wissen, dass die Idee zum Film auf das Wunder von Braunschweig zurückgeht, es mache die Geschichte eher ein wenig platt und hinterhererzählt. Viel aufregender sei das zwischen Wohlwollen und Verhasstheit schwankende Vater-und-Sohn-Spiel von Stipsits und Göbel. Diese Stadtkomödie grabe sich trotz ihres Weihnachtszuckers mit viel Zynismus und Humor im Schützengraben eines mitreißenden Misanthropen ein.
Arnold Hohmann meinte in der Westdeutschen Allgemeinen Zeitung, dass der Film für das Regiedebüt von Daniel Prochaska eine erstaunlich sichere Inszenierung geworden sei. Gerade von einer österreichischen Produktion erwarte man weniger Rührung, eher schon einen schrägen Blick in die Realität, gewürzt mit reichlich Schmäh. All das könne man nach dem zuvor ausgestrahlten weiteren „Plötzlich Papa“-Film Der beste Papa der Welt bei der Tragikomödie „Geschenkt“ nachholen.